# Hemithyrsocera danumensis
Hemithyrsocera danumensis är en kackerlacksart som beskrevs av Roth, L. M. 1995. Hemithyrsocera danumensis ingår i släktet Hemithyrsocera och familjen småkackerlackor. Inga underarter finns listade i Catalogue of Life.